# Villerbon
Villerbon – miejscowość i gmina we Francji, w Regionie Centralnym, w departamencie Loir-et-Cher.
Według danych na rok 1990 gminę zamieszkiwało 761 osób, a gęstość zaludnienia wynosiła 44 osoby/km² (wśród 1842 gmin Regionu Centralnego Villerbon plasuje się na 509. miejscu pod względem liczby ludności, natomiast pod względem powierzchni na miejscu 777.).